# Maître du Fitzwilliam 268
Le Maître du Fitzwilliam 268 un maître anonyme enlumineur actif à Bruges des années 1470 à 1480. Il doit son nom à un livre d'heures aujourd'hui conservé au Fitzwilliam Museum de Cambridge.

## Éléments biographiques et stylistiques

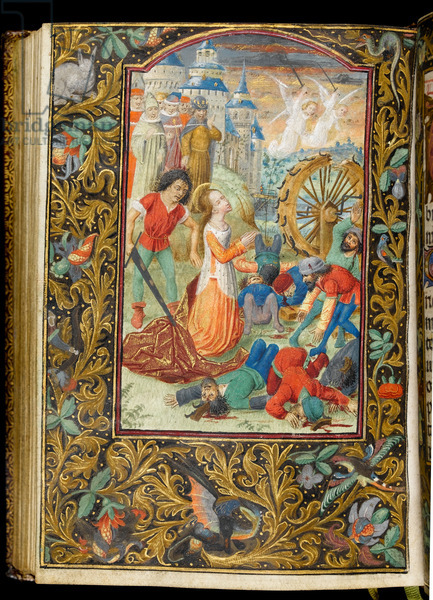
Le martyre de sainte Catherine d'Alexandrie, Livre d'heures Fitzwilliam Museum Ms.268.

Le style du maître a été isolé par Bodo Brinkmann, conservateur au Kunstmuseum de Bâle en 1992 et 1997. Il a distingué son style de celui du Maître du Livre de prières de Dresde dont il a  été un collaborateur. Il a aussi participé à la décoration de manuscrits en collaboration avec d'autres enlumineurs brugeois comme Willem Vrelant et Simon Marmion. Selon Scot McKendrick, il aurait été aussi un proche collaborateur du Maître de Marguerite d'York. Enfin, son style doit beaucoup à un autre enlumineur flamand, Liévin van Lathem, dont il reprend de nombreux motifs. 
D'un style très proche de celui du Maître de Marguerite d'York, il s'en distingue par un style plus tendu et des compositions plus agitées. Ses personnages possèdent des petites têtes au menton pointu et aux cheveux frisés.
Bodo Brinkmann et Gregory Clark ont proposé de l'identifier avec Philippe de Mazerolles, qui est signalé à Bruges pendant la période de réalisation des manuscrits attribués. Cette identification est contestée  par plusieurs historiens dont Pascal Schandel, pour qui cette attribution comporte des incohérences entre le style des miniatures et des autres manuscrits attribués par ailleurs à Mazerolles. 

## Œuvres attribuées

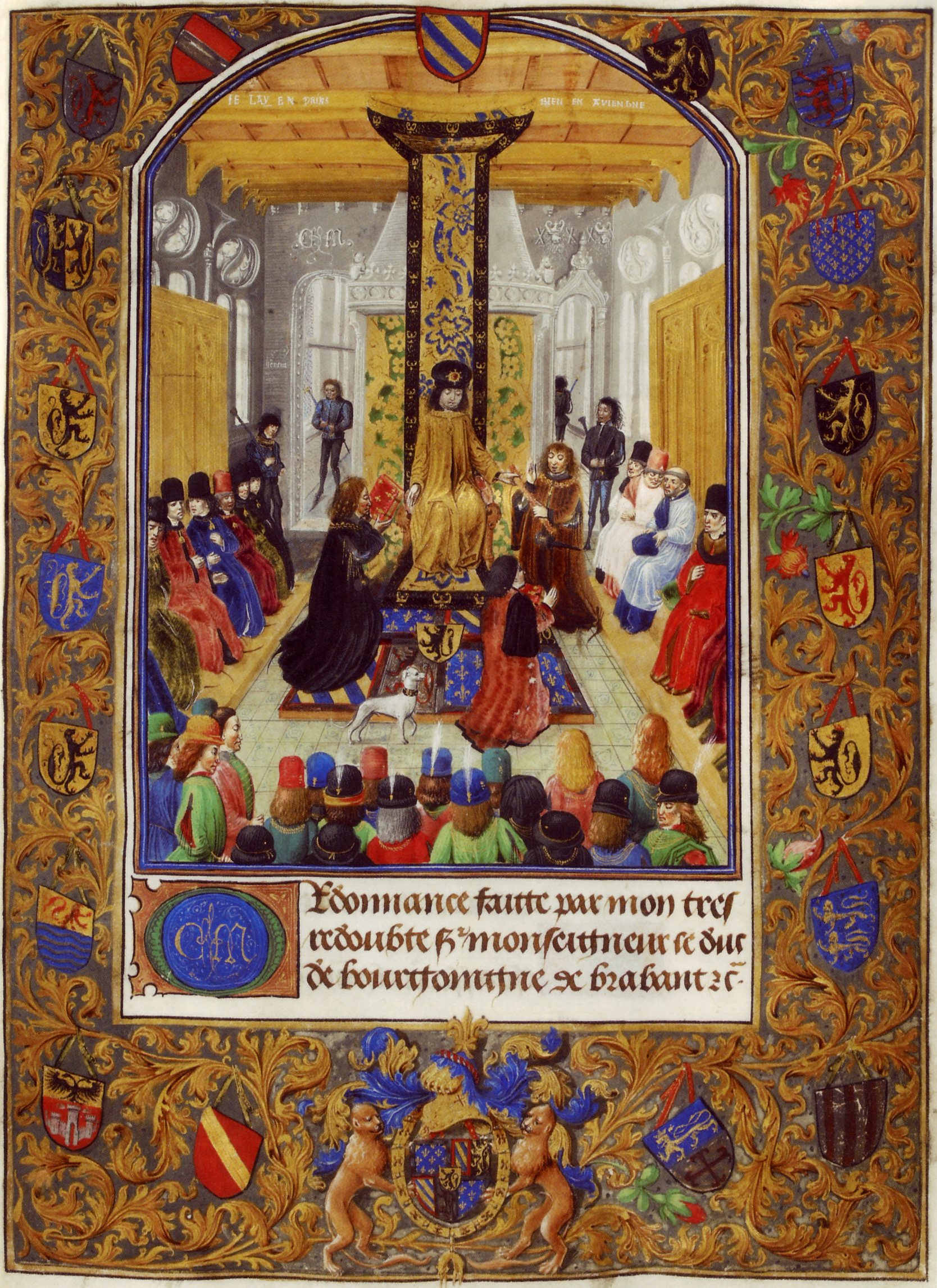
Ordonnances militaires de Charles le Téméraire, British Library.

- Livre d'heures, vers 1475, 15 miniatures, toutes de la main du maître, Fitzwilliam Museum, Ms.268
- Compilation d'œuvres de Virgile, copie destinée à Jan Crabbe, vers 1473, en collaboration avec le Maître du Livre de prières de Dresde, Holkham Hall, 1 miniature, Ms.311, vol.1
- Ordonnances militaires destinées à Charles le Téméraire, 1475, British Library, Add.36619
- Heures Salting, en collaboration avec Willem Vrelant, Simon Marmion et le Maître du Livre de prières de Dresde, 2 miniatures de la main du maître (L'Annonciation aux bergers et la Présentation au temple) et les bordures de neuf autres miniatures, vers 1475, Victoria and Albert Museum, ms. Salting 1221 / L2384-1910
- Le Rustican ou livre des prouffitz champestres et ruraulx de Pietro de' Crescenzi, vers 1470, Morgan Library and Museum, New York, M.232
- Faits des romains, exemplaire destiné à Antoine de Bourgogne, Château Weissenstein, Pommersfelden, Ms.310
- Livre d'heures, en collaboration avec le Maître du Livre de prières de Dresde et Willem Vrelant, 4 miniatures sur 11 de la main du maître, Musée Calouste Gulbenkian, Lisbonne, Ms.LA144
- Livre d'heures, issu de l'ancienne collection René Héron de Villefosse, 13 miniatures, librairie Heribert Tenschert, Ramsen